# Laura Ferrarese

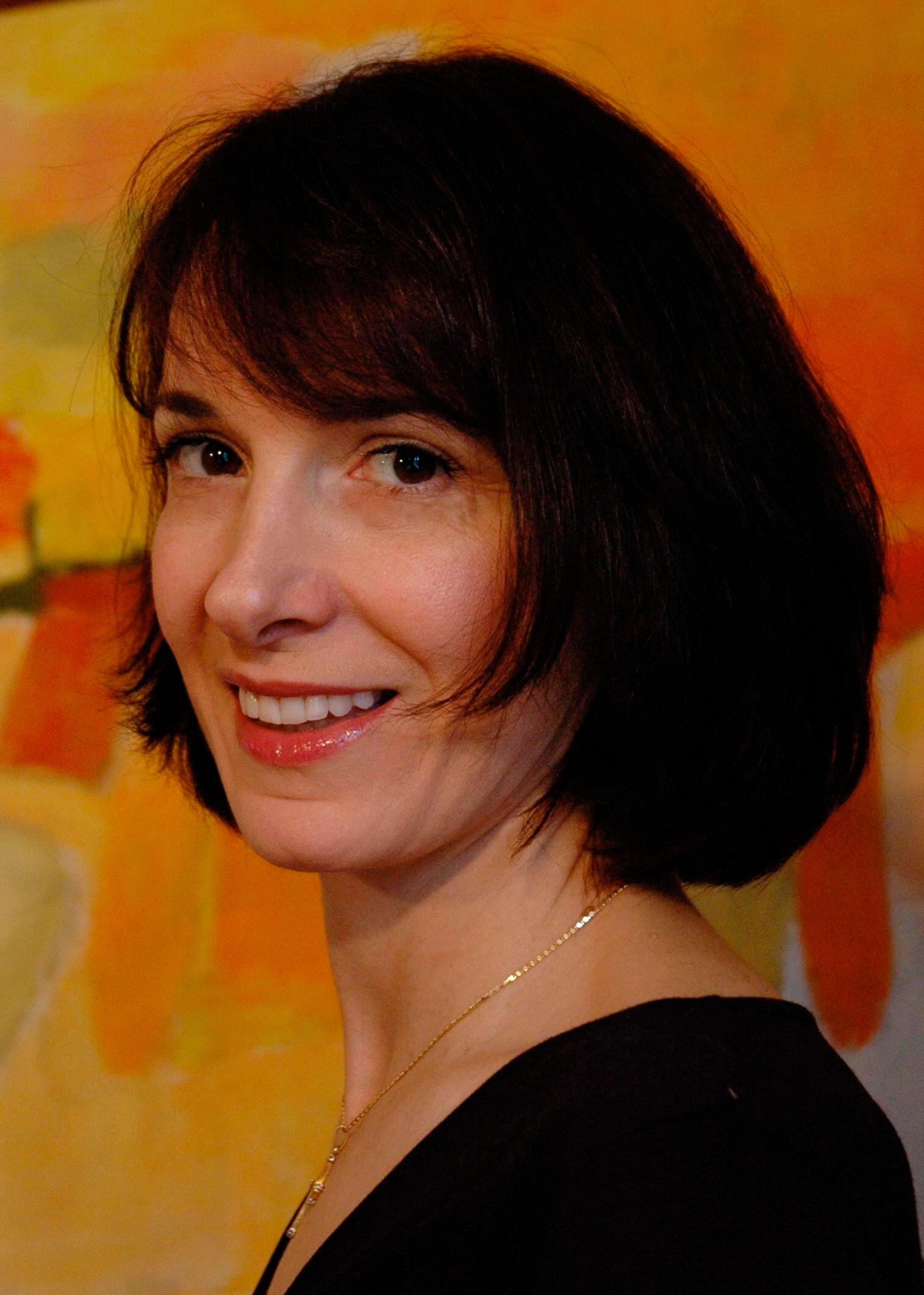
Laura Ferrarese, 2017

Laura Ferrarese (* 7. Dezember 1965 in Padua, Italien) ist eine italienisch-kanadische Astrophysikerin und Hochschullehrerin. Sie ist leitende Forschungsbeauftragte für den National Research Council of Canada und ist außerordentliche Professorin in der Abteilung für Physik und Astronomie an der University of Victoria. Ihre Forschung konzentriert sich auf das Verständnis der Entstehung und Entwicklung von Strukturen im Universum.

## Leben und Werk
Ferrarese studierte ab 1984 Astrophysik an der Universität Padua und erhielt 1989 einen Laurea-Abschluss. An der Johns Hopkins University erwarb sie 1992 den Master of Arts in Physik und promovierte dort 1996 bei Holland Ford in Physik. Anschließend forschte sie bis 1999 als Hubble Postdoctoral Fellow am California Institute of Technology in Pasadena (Kalifornien) und danach bis 2000 als Research Astronomer an der University of California, Los Angeles. Sie forschte dann bis 2004 als Associate Professor an der Rutgers University in Piscataway. 2004 zog sie als leitende Forschungsbeauftragte an das Herzberg Astronomy and Astrophysics Research Centre des National Research Council und wurde 2012 zur Direktorin befördert. Von 2017 bis 2018 war sie Interimsdirektorin am Gemini-Observatorium.
Als Gastprofessorin war sie von 2003 bis 2014 an der Universität Padua tätig und ist seit 2005 Adjunct Associate Professor an der University of Victoria in Kanada.

## Forschung
Ferrarese ist eine international anerkannte Expertin für Galaxiendynamik und -skalierung. Sie untersuchte mithilfe des Hubble-Weltraumteleskops (HST) die Zentren nahegelegener Galaxien und entdeckte einige der ersten supermassereichen Schwarzen Löcher. Insbesondere ihre Arbeit über die Beziehung zwischen den Massen von supermassiven Schwarzen Löchern und den Sterngeschwindigkeitsstreuungen gehört zu den am häufigsten zitierten Artikeln in der Astronomie und Astrophysik. Zu ihren Arbeiten gehörte die unerwartete Entdeckung, dass die Entwicklung von Galaxien durch die Aktivität ihrer zentralen Schwarzen Löcher beeinflusst wird.
Sie arbeitete im Rahmen des Hubble Key Project on the Extragalactic Distance Scale daran, Entfernungen zu nahegelegenen Galaxien zu kalibrieren, was letztendlich zur Messung der Hubble-Konstante und des Alters von Galaxien führte mit einer damals beispiellosen Genauigkeit von 10 %.
Sie ist in den Wissenschaftsteams für die Nahinfrarotkamera- und die Nahinfrarot-Imager und spaltlose Spektrograph-Instrumente des James-Webb-Weltraumteleskops tätig und Teil des Wissenschaftsteams und der Managementgruppe für den Maunakea Spectroscopic Explorer (MSE). Von 2010 bis 2011 war sie Missionschefwissenschaftlerin für High-z, eine geplante NASA-Explorer-Class-Mission unter der Leitung der Johns Hopkins-Universität.
Sie übernahm Führungsrollen bei mehreren großen Galaxiendurchmusterungen mit dem Hubble-Weltraumteleskop und dem Kanada-Frankreich-Hawaii-Teleskop.
Ferrarese ist aktives Mitglied der International Astronomical Union (IAU).  Sie ist außerdem Mitglied der American Astronomical Society und der Canadian Astronomical Society. Sie war von 2012 bis 2014 Präsidentin der Canadian Astronomical Society und ist Vizepräsidentin der Internationalen Astronomischen Union. Sie ist Vorstandsmitglied der Canada-France-Hawaii Telescope Corporation.
Ferrarese ist Autorin von über 200 peer-reviewten Publikationen.
Am 20. März 2024 betrug ihr h-Index 78.

## Auszeichnungen
- 2012: Queen Elizabeth II Diamond Jubilee Medal
- 2014: Hogg Prize
- 2015: Peter G Martin Award
- 2020: Fellow der Royal Society of Canada